# Calicha retrahens
Calicha retrahens är en fjärilsart som beskrevs av Moore 1888. Calicha retrahens ingår i släktet Calicha och familjen mätare. Inga underarter finns listade i Catalogue of Life.